# Luchthaven Butare
Luchthaven Butare is een luchthaven in Rwanda.

## Locatie
Luchthaven Butare (IATA: BTQ, ICAO: HRYI, ligt in de stad Butare, in het Huye district, in de zuidelijke provincie van Rwanda. Het ligt ongeveer 80 kilometer ten zuidwesten van de internationale luchthaven Kigali, de grootste civiele luchthaven van het land.

## Overzicht
Luchthaven Butare is een klein civiel vliegveld dat de stad Butare bedient. Het is een van de acht luchthavens die worden beheerd door de Rwanda Civil Aviation Authority. Luchthaven Butare ligt 1.768 meter boven zeeniveau. De luchthaven heeft één enkele verharde start- en landingsbaan, met een lengte van ongeveer 860 meter.